# Trigonopterus adspersus
Trigonopterus adspersus – gatunek chrząszcza z rodziny ryjkowcowatych i podrodziny krytoryjków.
Gatunek ten opisany został po raz pierwszy w 2019 roku przez Alexandra Riedela na łamach „ZooKeys”. Współautorem publikacji jest Raden Pramesa Narakusumo. Jako miejsce typowe wskazano drogę z Wawotobi do Lasolo w mieście Kendari na terenie prowincji Celebes Południowo-Wschodni. Epitet gatunkowy adspersus oznacza po łacinie „oprószony” i odnosi się do rozrzuconych łusek na ciele tego chrząszcza.
Chrząszcz o ciele długości 2,3 mm, ubarwionym czarno z rdzawymi czułkami oraz ciemnordzawymi odnóżami i nasadową połową pokryw. Zarys ciała jest niemal jajowaty. Ryjek ma po stronie grzbietowej listewkę środkową i parę listewek przyśrodkowych. Epistom u samca jest niezmodyfikowany, lekko nabrzmiały. Przedplecze ma lekko zbieżne i nieco przedwierzchołkowo przewężone boki, parę podłużnych, z rzadka porośniętych żółtymi łuskami wcisków oraz oskórek środkowej części gęsto i grubo punktowany z niemal gładką, wąską linią podłużną. Pokrywy mają bardzo niewyraźnie rzędy, zaznaczone za pomocą szeregów włosków. Powierzchnia pokryw jest drobno punktowa, grubiej i gęściej tylko u nasady i w kątach barkowych. Na powierzchni pokryw występują rzadkie łatki z żółtych, przylegających łusek. Odnóża mają uda ostro ząbkowane, zaopatrzone w karbowane listewki przednio-brzuszne. Tylna para ud ma ząbkowany grzbiet i łatę elementów strydulacyjnych przed wierzchołkiem. Genitalia samca cechują się prąciem o prawie równoległych bokach i niemal ściętym, zaopatrzonym w kilka krótkich szczecinek szczytem, 1,6 raza dłuższą od prącia apodemą oraz pozbawionym wyraźnych nabrzmiałości przewodem wytryskowym.
Ryjkowiec ten zasiedla ściółkę nizinnych lasów. Spotykany był na wysokości 480 m n.p.m.
Owad ten jest endemitem indonezyjskiej wyspy Celebes. Znany jest tylko z prowincji Celebes Południowo-Wschodni.